# Usatges de Barcelona

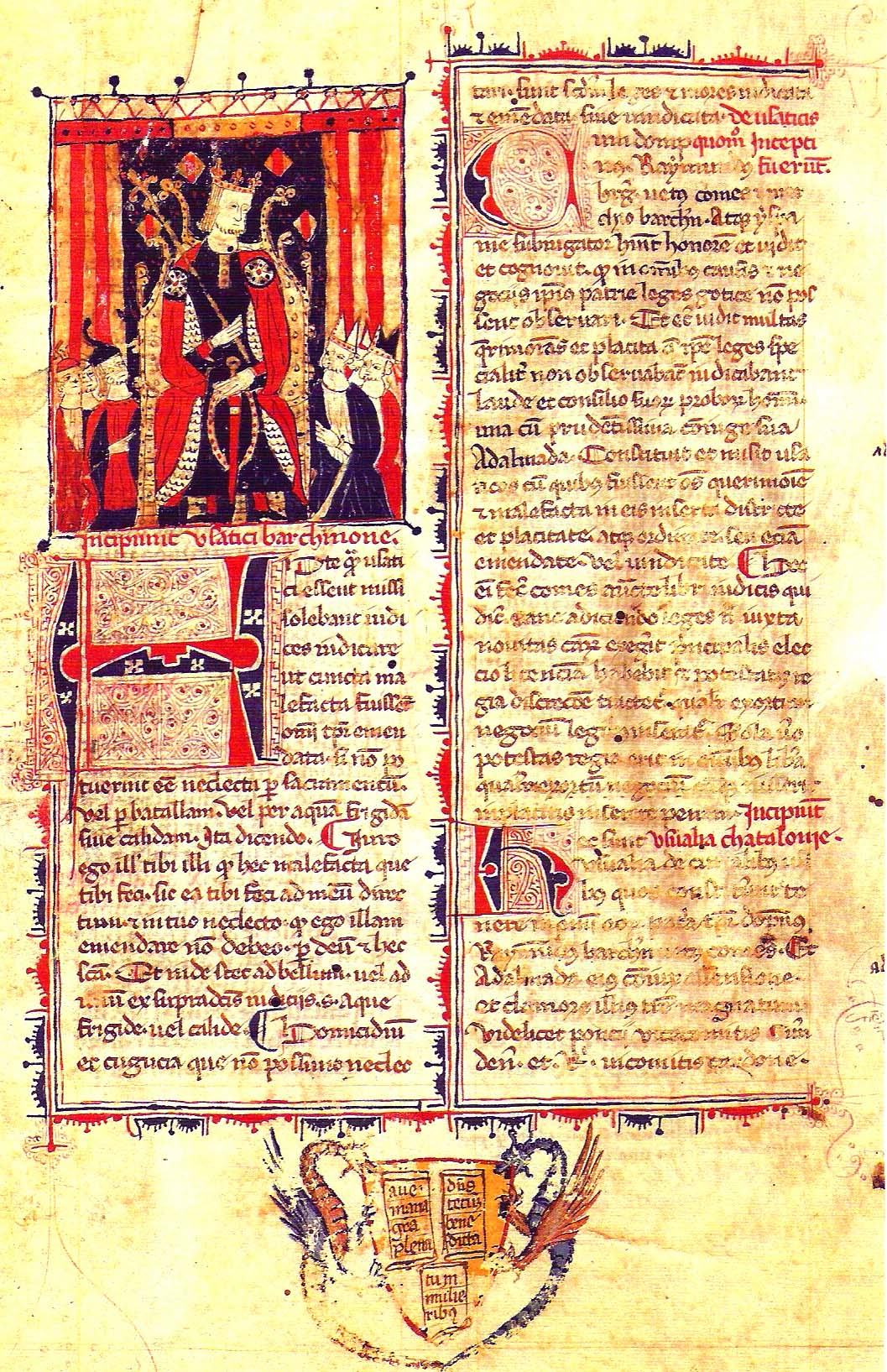
Els Usatici Barchinone i els Usalia Cathalonie (Costums de Catalunya)
(ACA, ms. de Ripoll, núm. 38, fol. 1)

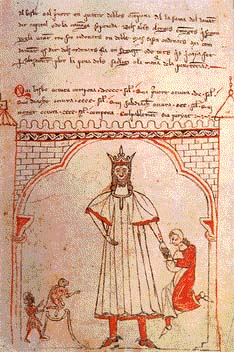
Usatici Barchinonae
Manuscrit del - que representa al comte Ramon Berenguer I de Barcelona
(Biblioteca del Monasterio de San Lorenzao del Escorial, Ms. Z-III-14 f.23v)

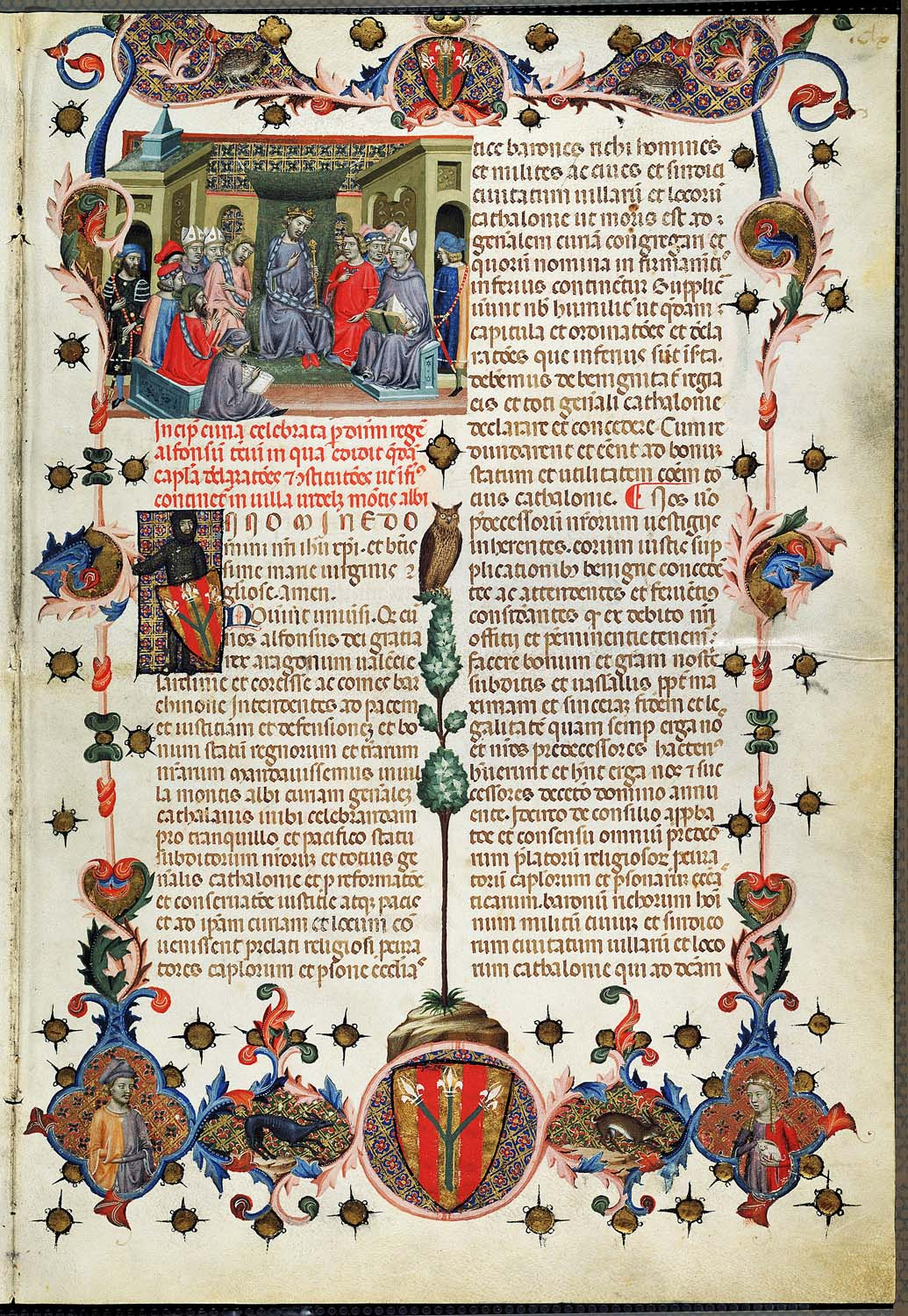
Ms. 1.378 de l'Arxiu Municipal de Lleida (1336). Usatges i Constitucions de Catalunya, Constitucions de Pau i Treva, Commemoracions de Pere Albert i un Tratado de Batalla

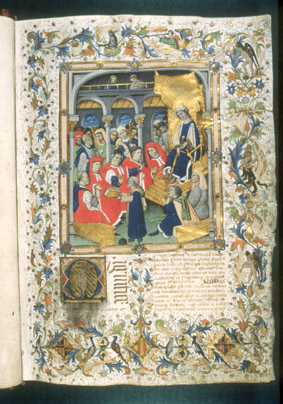
Foli dels Commentaria super Usaticis Barchinone
(Comentaris dels Usatges de Barcelona) Obra jurídica de Jaume Marquilles (1448-1450)

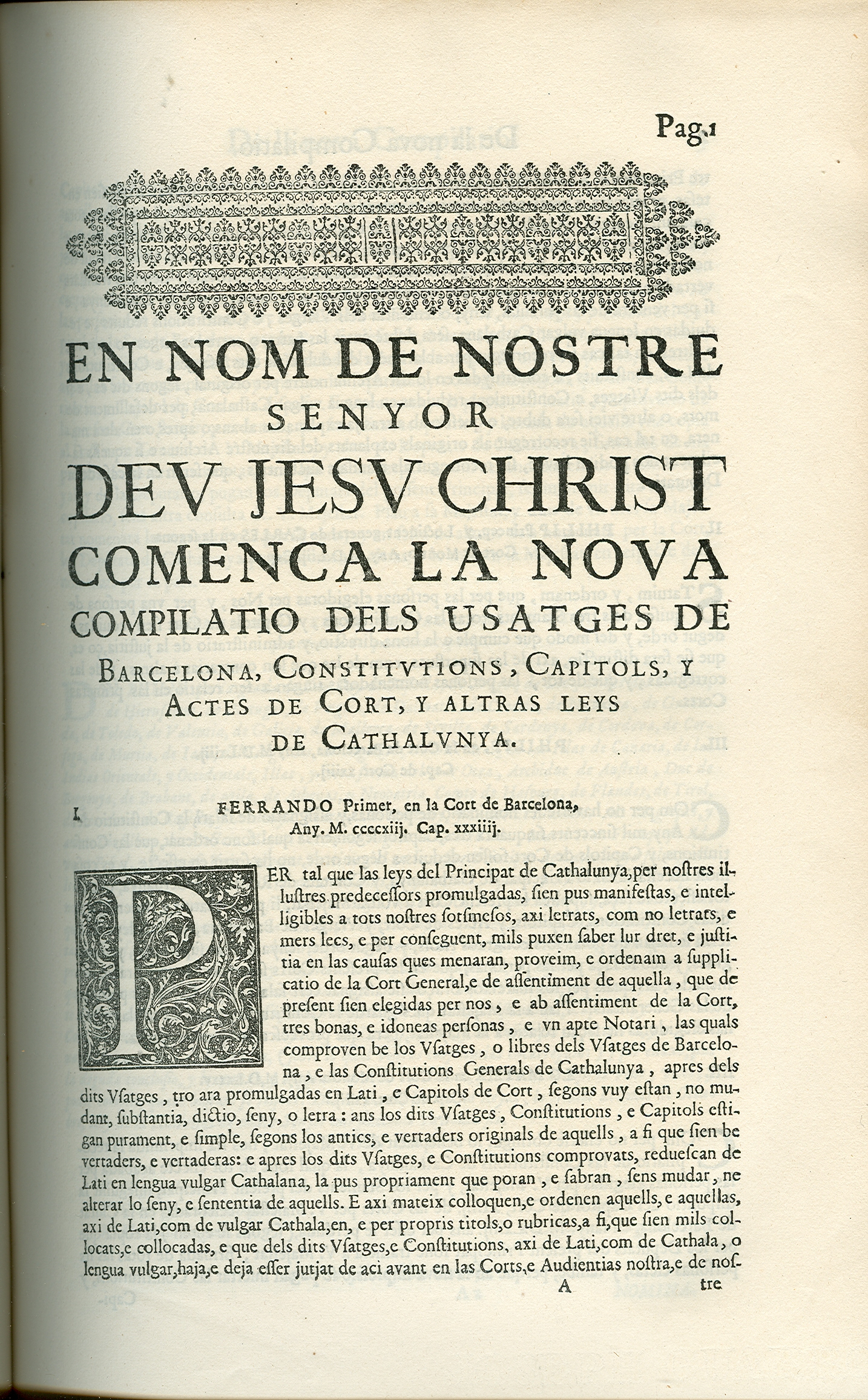
Compilació dels Usatges de Barcelona, i de les Constitucions, Capítols, Actes de cort i altres Lleis Catalunya de les Corts de Barcelona (1413) (edició impresa)

Els Usatges de Barcelona (llatí: Usatici Barchinonae) foren una recopilació dels usatges que formaven el dret consuetudinari barceloní; a mesura que es feren noves recopilacions s'hi recolliren també normes jurídiques de diferents procedències que acabaren formant la base del Dret consuetudinari català. Històricament, el dret comú a la Catalunya Vella es va bastir sobre la base dels Usatges de Barcelona que recollien part de la Lex Visigothorum (Liber Iudiciorum), i que tingueren una influència decisiva en el dret català. La compilació escrita més antiga dels Usatges de Barcelona que ha sobreviscut fins avui data del 1173, època del regnat d'Alfons el Cast. En el període comprès entre el 1170 i 1195 es recopilaren els Usatici Barchinonae, el Liber feudorum maior i les Gesta Comitum Barchinonensium, conjunt que ha estat denominat com els tres monuments de la identitat política catalana.

## Origen
Els experts situen el nucli primitiu dels Usatges de Barcelona en la primera meitat del segle XI, amb la direcció de Ponç Bonfill Marc, i amb una primera promulgació cap a l'any 1068, en època de Ramon Berenguer I i Almodis de la Marca.
A partir del segle xii es van començar a recollir en els Usatges de Barcelona textos de diversa procedència normativa: resolucions de la cort comtal, fragments del dret romà i del dret gòtic, i cànons religiosos.
S'atribueix una nova promulgació dels Usatges a Ramon Berenguer IV entre el 1149 i 1151, i sembla que la consolidació definitiva del codi es faria durant el regnat de Jaume el Conqueridor. Davant les discòrdies entre els juristes que prenien partit per la llei gòtica i altres pel dret romà, Jaume I ho va dirimir a les Corts de Barcelona (1251) on establí la prioritat dels Usatges de Barcelona, i en defecte d'aquests calia recórrer als costums provats o al seny natural. Molts juristes van utilitzar la via del seny per aplicar el dret comú. Pel Tractat de Perpinyà, els Usatges havien de tenir vigència al Rosselló i la Cerdanya, malgrat llur separació de la Corona d'Aragó.

## Contingut
Al llarg dels 174 usatges que formen la compilació definitiva del codi hi ha disposicions procedents del Liber Iudiciorum, de la interpretatio del Breviari d'Alaric, de les Etimologies d'Isidor de Sevilla, col·leccions canòniques, preceptes comtals i disposicions preses en assemblees de Pau i Treva.

## Objectiu
L'objectiu dels Usatges de Barcelona era resoldre els problemes legals de la nova societat feudal que no estaven recollits en el Liber feudorum maior, font legislativa fins aleshores. Amb la promulgació d'aquestes noves normes legals el comte de Barcelona i els jutges de la seva cort volien aconseguir uns objectius concrets. Primer, cobrir els buits i la inadequació de la Llei dels gots a la nova situació creada per la feudalització, especialment en matèria penal. Segon, donar solució a la problemàtica dels vincles feudovassallàtics, a l'emergència de la noblesa feudal, amb els seus estrats, que exigia un tractament privilegiat en el marc de la legislació; a la regulació del banum o jurisdicció, etc. I en darrer lloc, era finalitat dels Usatges aconseguir el restabliment de la pau civil, en una etapa en què el jurament, les ordalies i els duels judicials substituïen les proves testificals tradicionals basades en els testimonis i l'escrit. La nova normativa recollida en aquest codi jurídic feudal incorpora les noves pràctiques judicials donant-los forma legal.

## Expansió
Els Usatges de Barcelona es van convertir en la base del dret català i van ser la base d'altres usatges:
- Costums de Perpinyà.
- Costums de Girona.
- Costums de Lleida.
- Costums de Tortosa.
- Furs de València, encara que sota el nom de furs s'incorporen usatges i constitucions.
- Franqueses de Regne de Mallorca.
- Capítols d'Atenes, per als ducats d'Atenes i Neopàtria.

## Manuscrits
El manuscrit més antic que es conserva és de la fi del segle xii. Entre els segles XV i XVIII es van fer diverses compilacions del dret català on els Usatges de Barcelona figuraven al davant de les Constitucions.

## Rang
Ordre de prelació de les fonts del dret establert per l'usatge 81, "Iudicia curiae": 
1. Usatges de Barcelona
2. Lleis dels gots
3. Arbitri del príncep
4. El seu judici de la Cort

Ordre de prelació de les fonts del dret establert per la constitució 40/1599 (vol. 1r, llib. 1r, tít. 30è, cap. únic, p. 89 de la Compilació de 1704):
1. Usatges, Constitucions i Capítols de Cort, i altres drets de Catalunya
2. Dret canònic
3. Dret civil
4. Doctrines dels doctors
5. Equitat conforme al dret comú i les doctrines dels doctors.

## Dissolució
Amb els decrets de Nova Planta els Usatges van continuar essencialment en vigor, però fossilitzats amb valor de dret foral i superats amb el temps per noves lleis unificadores.